# Kenchanahalli, Kunigal
Kenchanahalli là một làng thuộc tehsil Kunigal, huyện Tumkur, bang Karnataka, Ấn Độ.